# ساكن اهل السادة
ساكن أهل السادة إحدى القرى في جنوب غرب اليمن . تقع في محافظة أبين .

## روابط خارجية
- مدن وقرى محافظة أبين

1. ↑  GeoNames (بالإنجليزية), 2005, QID:Q830106